# Athyriopsis thwaitesii
Athyriopsis thwaitesii là một loài dương xỉ trong họ Athyriaceae. Loài này được A. Braun ex Mett. Ching mô tả khoa học đầu tiên năm 1964.